# Семюель Бодман
Самюель Райт Бодман III (англ. Samuel Wright Bodman III; 26 листопада 1938, Чикаго, Іллінойс — 7 вересня 2018, Ель-Пасо, Техас) — американський політик, міністр енергетики США з 2005 по 2009 рік. Член Республіканської партії.
Заступник міністра фінансів (2004—2005) і заступник міністра торгівлі (2001—2003).

## Біографія
У 1961 році закінчив зі ступенем бакалавра хімічної технології Корнелльський університет. У 1965 році він отримав ступінь доктора наук в галузі хімічної технології в Массачусетському технологічному інституті.
Бодман був ад'юнкт-професором в Массачусетському технологічному інституті та почав свою роботу в фінансовому секторі як технічний директор Американської корпорації досліджень і розробок, фірми венчурного капіталу.
Він працював у Fidelity Venture Associates, підрозділі Fidelity Investments. У 1983 році він був призначений президентом і головним операційним директором Fidelity Investments і директором групи взаємних фондів Fidelity. У 1987 році він приєднався до Cabot Corporation, обіймав посаду голови, головного виконавчого директора і директора.
Колишній директор DuPont.